# آدام کانینگتون
آدام کانینگتون (انگلیسی: Adam Cunnington؛ زادهٔ ۷ اکتبر ۱۹۸۷) بازیکن فوتبال اهل بریتانیا است.
از باشگاه‌هایی که در آن بازی کرده‌است می‌توان به باشگاه فوتبال کمبریج یونایتد، باشگاه فوتبال ووکینگ، باشگاه فوتبال لیتون تاون، باشگاه فوتبال بروملی، باشگاه فوتبال سولیهال مورس، باشگاه فوتبال بریستول راورز، باشگاه فوتبال ابسفلیت یونایتد، باشگاه فوتبال آلفرتون تاون، باشگاه فوتبال کترینگ تاون، باشگاه فوتبال استمفورد، باشگاه فوتبال آیلزبری یونایتد، باشگاه فوتبال داگنم و ردبریج، باشگاه فوتبال تاموورث، باشگاه فوتبال هیتچین تاون، باشگاه فوتبال بارول، و باشگاه فوتبال بارتون راورز اشاره کرد.